# Sân bay Misawa
Để xem phần do Không quân Hoa Kỳ sử dụng, xem bài căn cứ không quân Misawa
Sân bay Misawa (IATA: MSJ, ICAO: RJSM) là một sân bay ở Misawa, một thành phố ở tỉnh Aomori của Nhật Bản. Sân bay này sử dụng chung mã sân bay với căn cứ không quân Misawa.

## Các hãng hàng không và các tuyến điểm
- Japan Airlines (Osaka-Itami, Sapporo-Chitose, Tokyo-Haneda) [3]